# مرسيدس سيمبلكس
سيارة مرسيدس سيمبلكس (بالإنجليزية: Mercedes Simplex)، هي واحدة من أوائل السيارات الفاخرة التي أنتجتها شركة دايملر موتورين غيزيلشافت — وهي الشركة التي سبقت تأسيس شركتي دايملر-بنز ودايملر-كرايسلر — وذلك في الفترة بين عامي 1902 و1909. واصلت هذه السيارة استخدام اسم "مرسيدس" كعلامة تجارية مستقلة للشركة، بدلاً من اسم "دايملر".
صُمّمت مرسيدس سيمبلكس بواسطة المهندس فيلهلم مايباخ في مدينة شتوتغارت الألمانية. وقد تميّزت بمحركات قوية تتراوح قوتها بين 40 و60 حصانًا، وهي قوة عالية جدًا بمعايير تلك الحقبة. كما اتسم هيكل السيارة بأنه عريض وكبير الحجم ومنخفض الارتفاع، مما ساهم في ثبات السيارة وأدائها المتوازن.
من أبرز طرازات هذه السلسلة طراز مرسيدس 60 حصانًا، الذي أسّس لما أصبح يُعرف لاحقًا بفئة السيارات الفاخرة الفائقة (Super-Luxury Class). فقد جاء هذا الطراز بتصميم صالون فاخر مهيب لم يكن له مثيل في حينه، وسرعان ما نال إعجاب واهتمام النخب الملكية والأرستقراطية.
ومع حجمها الضخم وفخامتها الاستثنائية، شكّلت مرسيدس سيمبلكس معايير جديدة لهذه الفئة من السيارات، التي استمر تطويرها على مدى العقود التالية من خلال طرازات مثل: مرسيدس 630، و770 غراند، و300 أديناور، وانتهاءً بطراز 600 غراند عام 1981، الذي مثّل نهاية هذا الخط من السيارات الفاخرة الخارقة. وقد نافست هذه السيارات الطرازات الأعلى في عالم السيارات، إلى جانب علامات مثل رولز-رويس وبنتلي وكاديلاك، وكذلك العديد من شركات صناعة السيارات الفاخرة التي اندثرت لاحقًا.